# 美國陸軍第2步兵師
第2步兵師（英語：2nd Infantry Division，簡稱或），別稱「印地安頭領師」，是美國陸軍的一個師級机械化步兵单位，同時也是駐韓美軍的前線部隊。目前的主要任務是在韓國受到朝鮮人民軍攻擊時，於戰爭初期協助韓國領土的防衛，直至美軍增援部隊到達為止。目前全師常備人數約17,000人，其中約10,000名駐屯在韓國，佔駐韓美軍總人數約35%。
與美國陸軍其他單位有所不同的是，第2步兵師有部分人員是美國陸軍附編韓軍（KATUSA；駐韓美軍韓國軍支援團）的韓國籍士兵。該單位是依美方與大韓民國總統李承晚簽定的協議，而成立於1950年。韓戰晚期與美軍一起服役的韓籍士兵共約27,000人，而2006年5月之後，與美國第2步兵師一起服役的附編韓軍則有1,100人。1950年至1954年間，尚有3,000名荷蘭士兵被分派至美軍第2步兵師。
2009年2月17日，美國總統歐巴馬從第2步兵師駐華盛頓州路易斯堡的第5史崔克裝甲旅調了4,000名士兵至阿富汗參加阿富汗戰爭。

## 歷史

### 第一次世界大戰

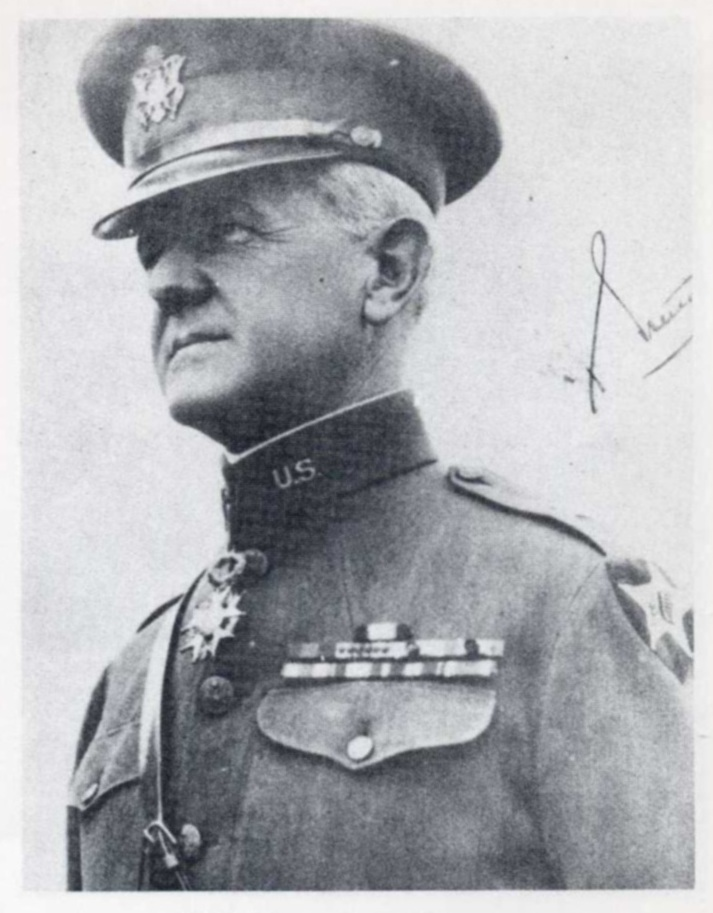
第2步兵師參謀長普雷斯頓·布朗准將穿著配有印地安人頭臂章的軍服，攝於1918年

1917年9月21日，美國軍方首次指定組建陸軍的新常備步兵師，第2步兵師在同年10月26日成立於法國上馬恩省布爾蒙，建師之初由三個旅級單位：陸軍第3步兵旅（含其下轄的第9步兵團、第23步兵團）、第4海軍陸戰旅（含其下轄的第5團、第6團及第6機槍營）、一個野戰砲兵營和其他支援單位構成。在一戰期間，第2步兵師兩度由美國海軍陸戰隊將官出任師長，分別為查爾斯·道恩准將和約翰·勒瓊少將，這使第2步兵師成為美國歷史上首支由海軍陸戰隊軍官指揮的陸軍師團。
1917年及1918年間冬季，第2步兵師與法國陸軍的退役人員聯合進行訓練，僅管美軍判定法軍的戰術整備不周，仍指派美國遠征軍緊急投入1918年春季的攻勢，以遏止德意志帝國部隊對巴黎進軍。第2步兵師在貝露森林戰役首次與德軍展開慘烈對戰，並在之后的蒂埃里堡戰役中終結了歐洲戰場長達4年的對峙僵局。
1918年7月28日，勒瓊少將擔任第2師師長，直至1919年8月該師遣散為止。在此期間，第2步兵師在蘇瓦松和勃朗峰的苦戰中取得勝利，最終在默茲-阿戈訥攻勢中使德國的戰敗趨於定局。1918年11月11日宣告了停戰協定，而第2步兵師也進駐德國，進行軍事佔領任務至1919年4月，並於同年7月班师回美。

#### 主要作戰行動

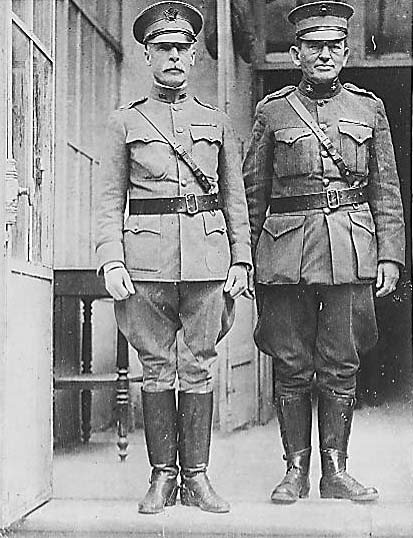
勒瓊准將和前任師長－陸軍少將歐馬·邦迪（Omar Bundy）合影於1918年

- 埃納戰役（英语：Battle of the Aisne）
- 貝露森林戰役（英语：Battle of Belleau Wood）（第2師中僅第4海軍陸戰旅、第5團、第6團、第6機槍營參戰[7]）
- 聖米耶戰役
- 默茲-阿戈訥攻勢（Meuse-Argonne Offensive）
- 埃納－馬恩攻勢（Aisne–Marne Offensive）

#### 傷亡
- 陣亡：1,964人（計入海軍陸戰隊後：4,478人）
- 負傷：9,782人（計入海軍陸戰隊後：17,752人）
- 傷亡總人數：11,746人（計入海軍陸戰隊後：22,230人）

### 戰間期
第2步兵師在部隊遷回美國後，進駐德克薩斯州聖安東尼奧的山姆·休士頓堡，並成為戰間期美陸軍僅剩的3個現役師級單位，保持1918年以前的完整架構、持續執行任務。在山姆·休士頓堡駐紮的23年期間，第2步兵師作為實驗型單位，主要負責測試美國陸軍的新研發概念及新技術，師部設在山姆·休士頓堡內的布里斯營，成為美軍率先實施一師三團制的部隊。此外，該師也是空中機動作戰、反坦克作戰等新型戰術概念的倡導者。
1940年1月3日至27日間，第2步兵師開始參加在德州克里斯汀鎮舉辦的軍事演習，之後又於4月26日至5月28日在霍頓（Horton）、8月16日至23日在路易斯安納州克雷文斯（Cravens）參加軍演。接著又調回山姆·休士頓堡，繼續進行訓練和改造，然後赴德州布朗伍德（Brownwood）參加第8軍在1941年6月1日至14日間於卡曼契進行的軍演。接著第2步兵師於同年8月11日至10月2日間派赴路易斯安那州曼斯菲爾德參加1941年份8月－9月軍演。

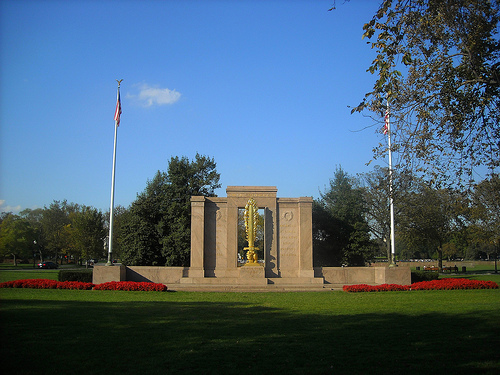
位於華盛頓特區總統公園內，落成於1936年的第二師紀念碑

1941年7月27日時的第2步兵師，被調至第8軍的路易斯安納軍演區，並在當地駐至1942年9月22日，再度回到山姆·休士頓堡。隨後於11月27日，調至威斯康辛州斯巴達市的麥考伊營，並在當地進行為期4個月的密集冬季作戰訓練。1943年9月第2步兵師接到集結待命令，而於10月3日集結至紐約州奧蘭治堡的尚克斯營，10月8日，第2步兵師從紐約港上船前往歐洲，在10月17日抵達北愛爾蘭貝爾法斯特，再赴英國進行進一步訓練，以參加盟軍進入法國的作戰。

### 第二次世界大戰

#### 歐洲作戰期間的上級單位
1. 1943年10月22日：隸屬第一軍團
2. 1943年12月24日：隸屬第15軍（仍在第1軍團麾下）
3. 1944年4月14日：隸屬第一軍團第5軍
4. 1944年8月1日：隸屬第12集團軍、第一軍團第5軍
5. 1944年8月17日：隸屬第19軍（英语：XIX Corps (United States)）
6. 1944年8月18日：隸屬第12集團軍、第三軍團第8軍
7. 1944年9月5日：隸屬第12集團軍、第九軍團第8軍
8. 1944年10月22日：隸屬第12集團軍、第一軍團第8軍
9. 1944年12月11日：隸屬第5軍
10. 1944年12月20日：隸屬於盟軍第21集團軍（英语：21st Army Group）下的第一軍團
11. 1945年1月18日：隸屬12集團軍、第一軍團第5軍
12. 1945年4月28日：隸屬第7軍
13. 1945年5月1日：隸屬第5軍
14. 1945年5月6日：隸屬第12集團軍、第三軍團（Third Army, 12th Army Group）

#### 作戰經過

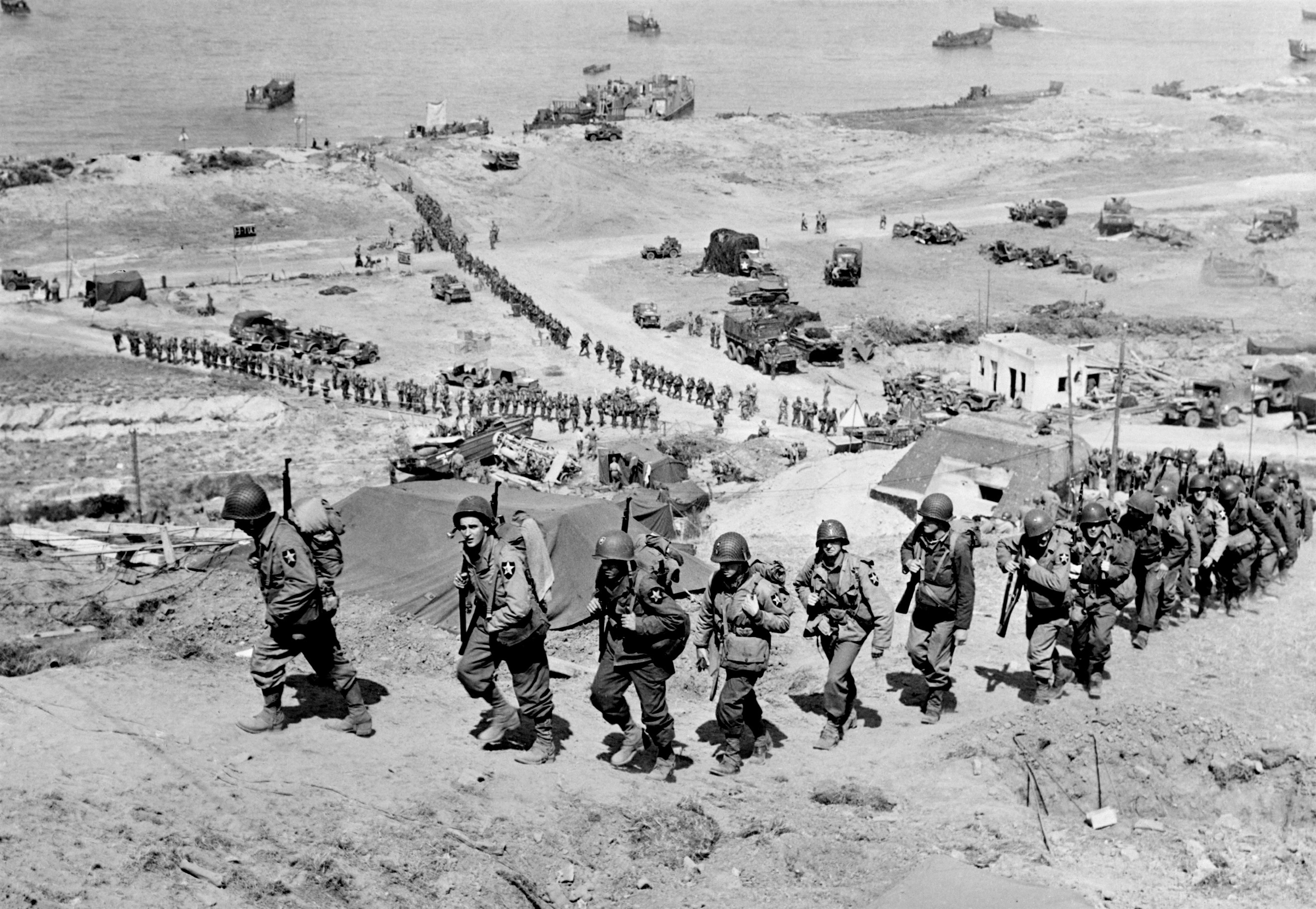
美國陸軍第2步兵師在奧馬哈海灘1944年6月7日

### 韓戰

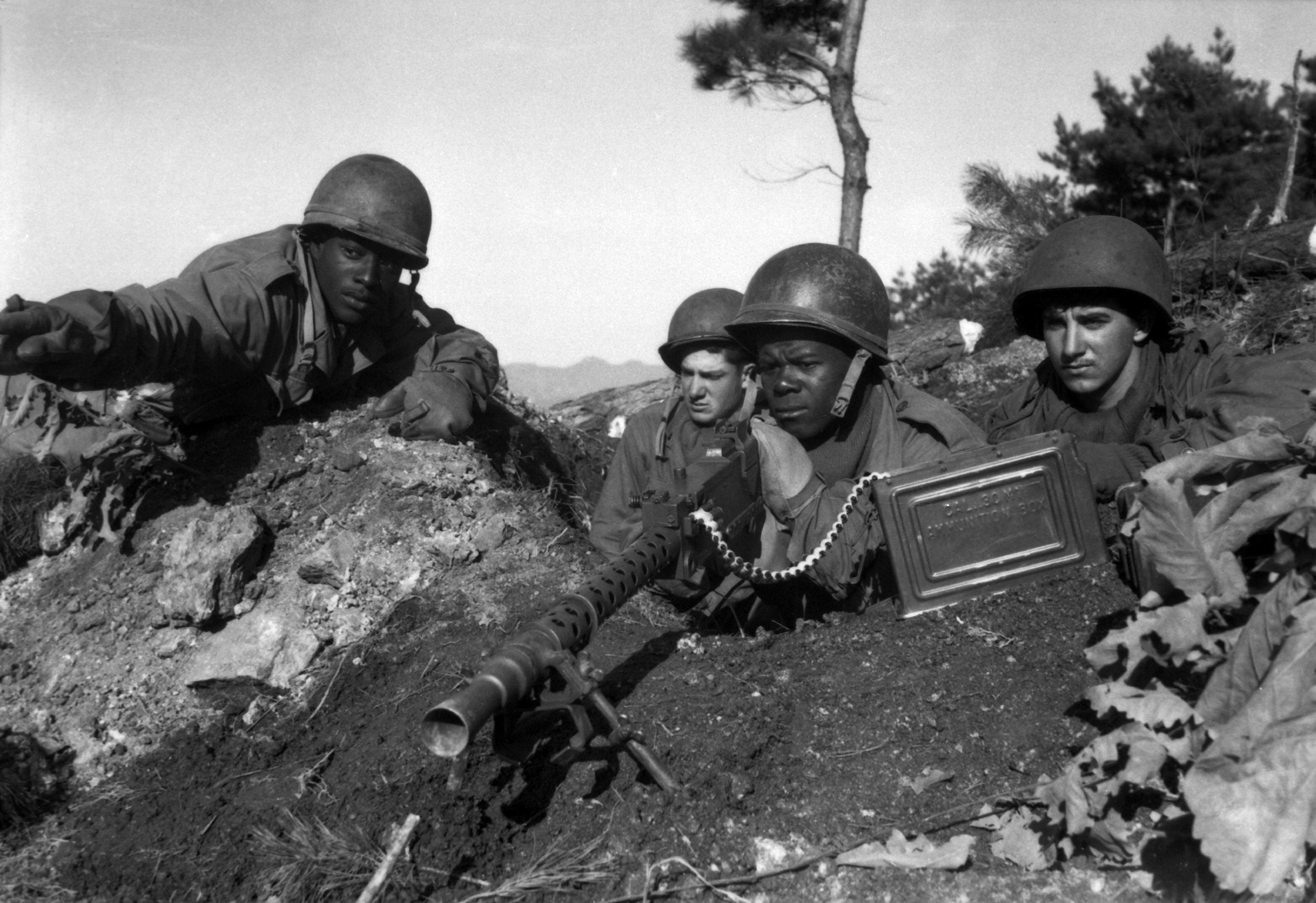
1950年11月下旬，清川江戰役中的四名第2步兵師士兵

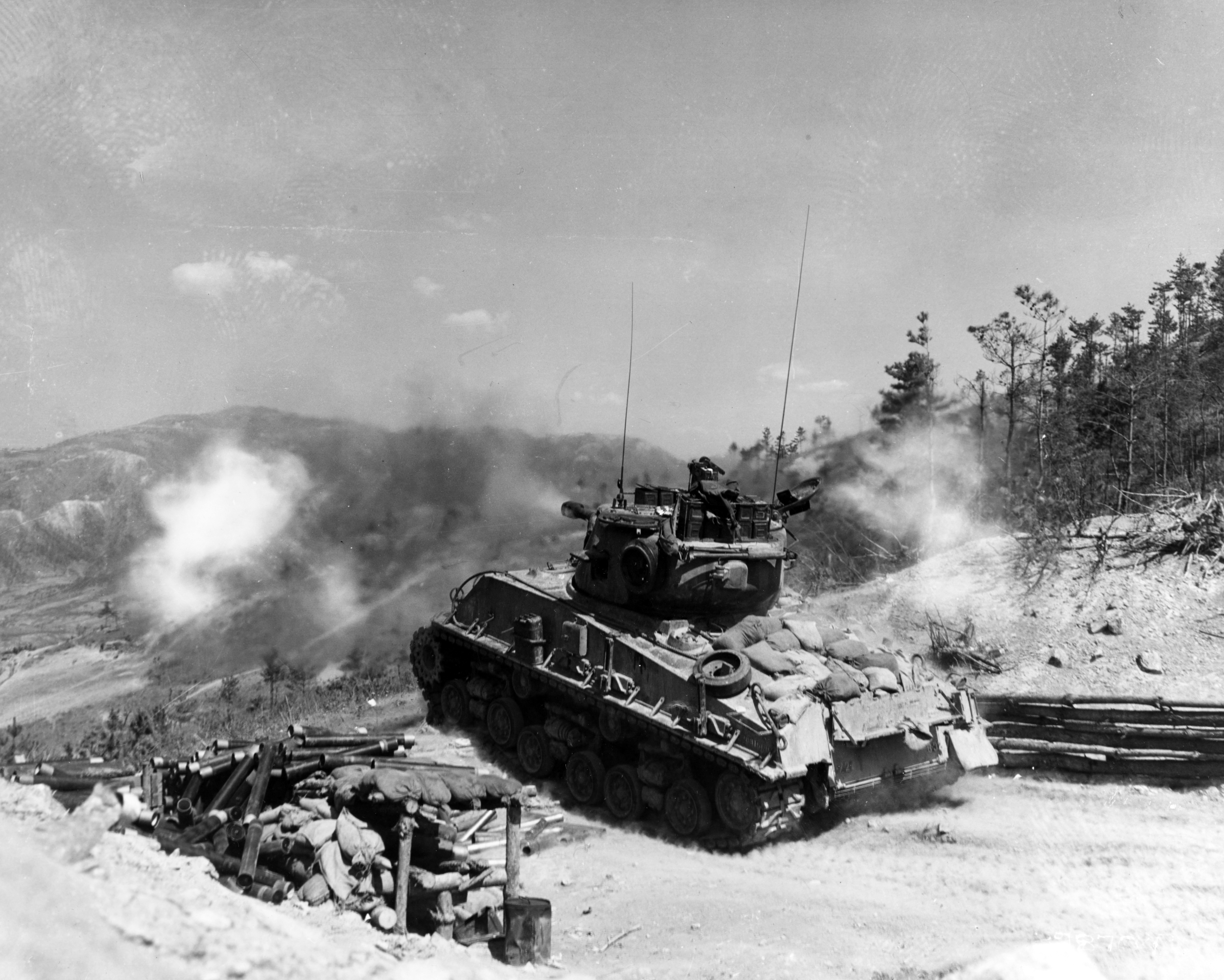
1952年，一輛在韓戰中對共軍陣地進行砲擊的M4雪曼坦克

#### 傷亡
- 7,094人陣亡
- 16,575人負傷
- 338死於負傷

#### 过程
在朝鮮戰爭期间，該師緊急待命向遠東調動。 7月23日，經釜山港到達朝鮮，成為第一支直接從美本土到達朝鮮的美軍部隊。1950年8月24日，奉命進入洛東江前線，與第24步兵師換防 。該師率先突破釜山防禦帶，後為引導第8軍團打到了中朝邊界。 1950年抗美援朝第二次战役西線的清川江戰役中，被中國人民志願軍第40軍和38軍包圍於德川一帶，欲從位於軍隅里-順天公路的東邊三所里鎮突圍，但遭志願軍包圍阻擊，全師傷亡慘重，損失四千餘人，導致師長凱瑟少將（Laurence B. "Dutch" Keiser）在戰役結束後被以健康理由解職。

### 整編
1954年夏，第2步兵師從韓國調返至華盛頓州路易斯堡，僅2年後的1956年8月，又被調至阿拉斯加。11月8日，軍方宣布遣散第2步兵師，但又於短短數月後的1958年春天，在喬治亞州本寧堡陸軍基地被陸軍部重新列為現役部隊，並接收從德國調回的第10山地師之人員、裝備。第2師在1958－1965年派駐本寧堡期間，是一個專司訓練的部隊，負責改善戰備能力。1962年3月，第2步兵師歸屬陸軍戰略軍司令部管轄，並負責加強戰鬥訓練、戰術訓練、野戰訓練演習及戰備特殊訓練。

### 重返韓國
配合1965年7月初第1空中騎兵師在本寧堡的重組案，剛完成既定使命的試驗單位－第11空中突擊師（11th Air Assault Division）遭到裁撤，其人員及裝備由第2步兵師駐美本土部隊接收，再與當時正駐韓國的第1騎兵師互換部隊番號，並將原第1空中騎兵師師旗從韓國送回本寧堡，而第2步兵師師旗送往韓國。自此第2步兵師在名義上重新調回朝鮮半島。

### 伊拉克自由行動

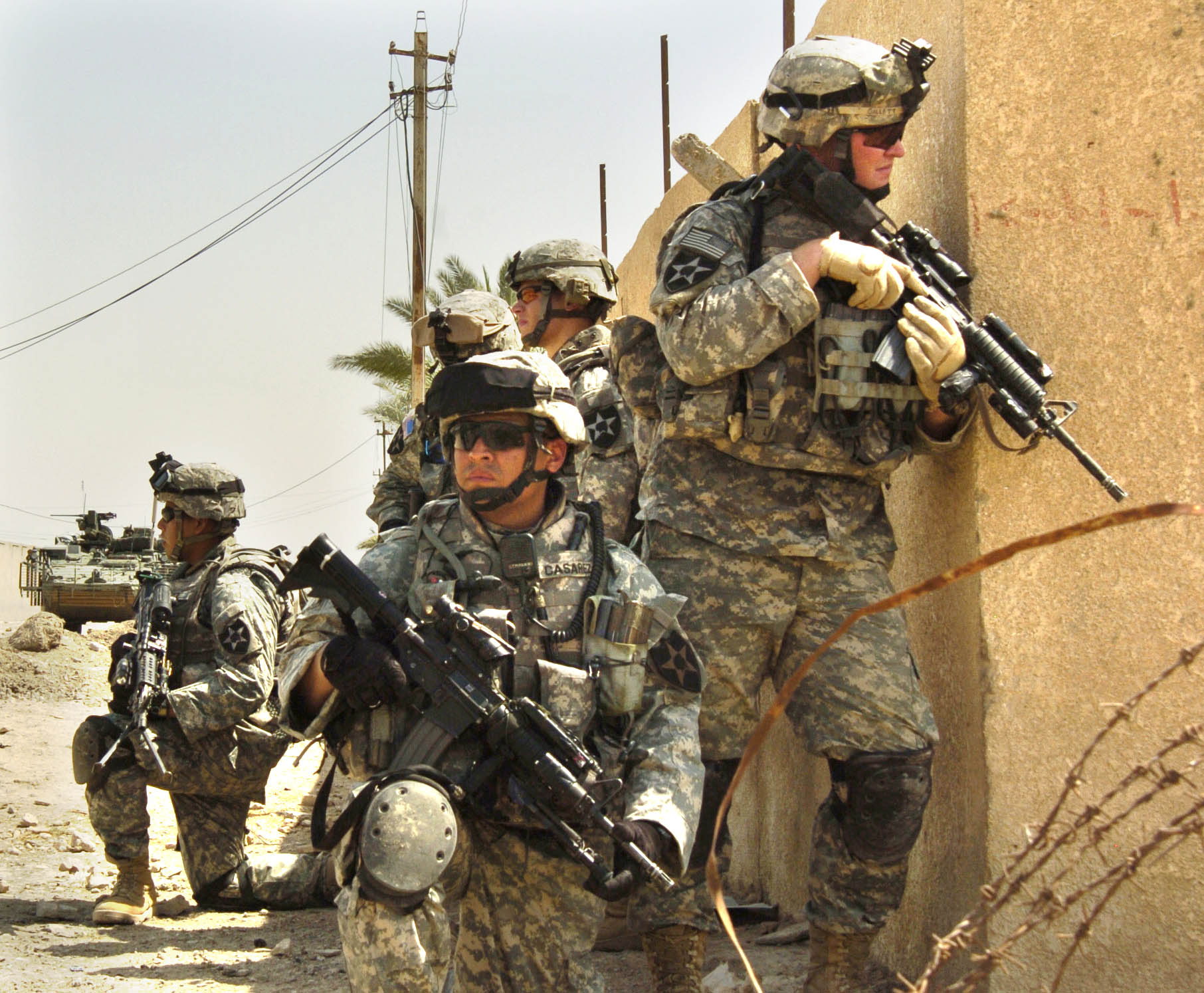
在巴格達巡邏的第2步兵師士兵

## 基地
- 紅雲營（英语：Camp Red Cloud）（；師部所在地）－韓國京畿道議政府市
  - 凱西營（英语：Camp Casey, South Korea）－韓國京畿道東豆川市，首爾以北72公里、南北韓非軍事區以南27公里
  - 霍維營（英语：Camp Hovey）－毗鄰凱西營
  - 卡斯特營（英语：Camp Castle）－毗鄰凱西營[12]
  - 莫比爾營（英语：Camp Mobile）－毗鄰凱西營
  - 史坦利營（英语：Camp Stanley）－紅雲營的一部分
  - 漢弗萊營（Camp Humphreys）－韓國京畿道平澤市
  - 路易斯堡（Fort Lewis）－美國華盛頓州塔科馬
  - 卡森堡（Fort Carson）－美國科羅拉多州科羅拉多泉市：第2航空團第一營（1st Battalion 2nd Aviation Regiment ATTACK）

## 組織架構

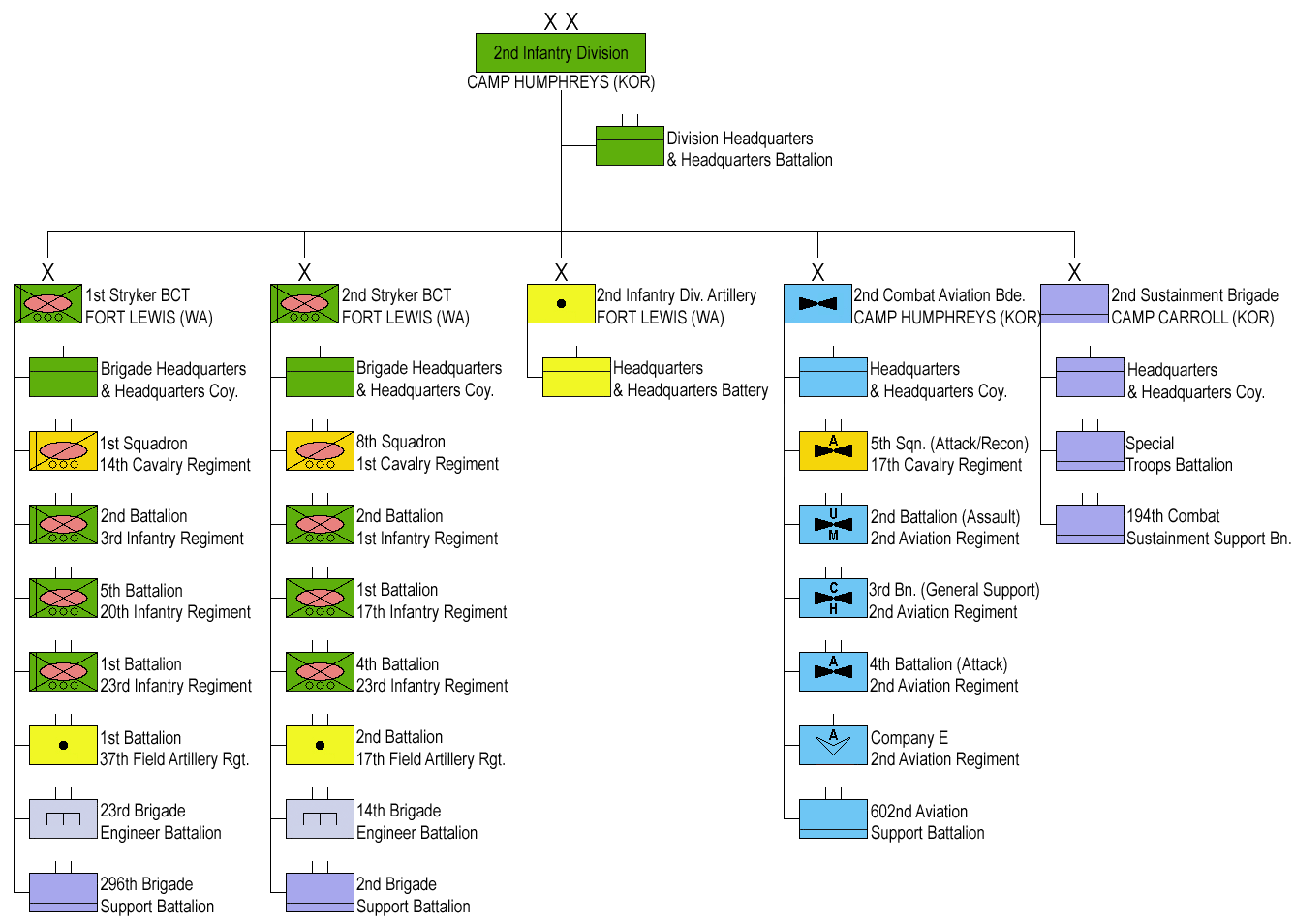
第2步兵師戰鬥序列示意圖

### 韩国陆军第16机械化旅（隶属韩国陆军第8步兵师，与美军其它旅级战斗队轮换）
駐於韩国凯西营
- 旅部連（Headquarters Company）
- 第19装甲营（19th Armored Battalion）
- 第136机械化步兵营（136th Mechanized Infantry Battalion）
- 第137机械化步兵營（137th Mechanized Infantry Battalion）

### 第1史崔克旅级戰鬥队（1st Stryker Brigade Combat Team）
駐於華盛頓州路易斯堡 (与第2史崔克旅级戰鬥队同属第7步兵师行政管辖）
- 旅部連（Headquarters Company）
- 第14騎兵團（英语：14th Cavalry Regiment (United States)）第1营（1st Squadron, 14th Cavalry Regiment，RSTA偵搜营）
- 第3步兵團（英语：3rd United States Infantry Regiment）第2營（2nd Battalion, 3rd Infantry Regiment，史崔克裝甲車部隊）
- 第20步兵團（英语：20th Infantry Regiment (United States)）第5營（5th Battalion, 20th Infantry Regiment，史崔克裝甲車部隊）
- 第23步兵團（英语：23rd Infantry Regiment (United States)）第1營（1st Battalion, 23rd Infantry Regiment，史崔克裝甲車部隊）
- 第37野戰砲兵團（英语：37th Field Artillery Regiment (United States)）第1營（1st Battalion, 37th Field Artillery Regiment）
- 第23旅工兵營（英语：23rd Brigade Engineer Battalion）
- 第296旅支援營（英语：296th Brigade Support Battalion）

### 第2史崔克旅级戰鬥队（2nd Stryker Brigade Combat Team）
旅部設於華盛頓州路易斯堡（与第1史崔克旅级戰鬥队同属第7步兵师行政管辖）
- 旅部連（Headquarters Company）
- 第1騎兵團（英语：1st Cavalry Regiment (United States)）第8营（8th Squadron, 1st Cavalry Regiment，RSTA偵搜营）
- 第1步兵團（英语：1st Infantry Regiment (United States)）第2營（2nd Battalion, 1st Infantry Regiment，史崔克裝甲車部隊）
- 第17步兵團（英语：17th Infantry Regiment (United States)）第1營（1st Battalion, 17th Infantry Regiment，史崔克裝甲車部隊）
- 第23步兵團（英语：23rd Infantry Regiment (United States)）第4營（4th Battalion, 23rd Infantry Regiment，史崔克裝甲車部隊）
- 第17野戰砲兵團（英语：17th Field Artillery Regiment (United States)）第2營（2nd Battalion, 17th Field Artillery Regiment）
- 第14旅工兵營（英语：14th Brigade Engineer Battalion）
- 第2旅支援營（2nd Brigade Support Battalion）

### 第81史崔克旅级戰鬥队（81st Stryker Brigade Combat Team）
旅部設於華盛頓州西雅图（同属第2/7步兵师及华盛顿州、俄勒冈州及加利福尼亚州国民警卫队行政管辖）
- 旅部連（Headquarters Company）
- 第8騎兵團（英语：1st Cavalry Regiment (United States)）第1营（1th Squadron, 82nd Cavalry Regiment，RSTA偵搜营，俄勒冈州国民警卫队）
- 第161步兵團（英语：161st Infantry Regiment (United States)）第1營（1st Battalion, 161st Infantry Regiment，史崔克裝甲車部隊）
- 第161步兵團（英语：161st Infantry Regiment (United States)）第3營（3rd Battalion, 161st Infantry Regiment，史崔克裝甲車部隊）
- 第185步兵團（英语：185th Infantry Regiment (United States)）第1營（1st Battalion, 185th Infantry Regiment，史崔克裝甲車部隊, 加利福尼亚州国民警卫队）
- 第146野戰砲兵團（英语：146th Field Artillery Regiment (United States)）第2營（2nd Battalion, 146th Field Artillery Regiment）
- 第898旅工兵營（英语：898th Brigade Engineer Battalion）
- 第181旅支援營（181st Brigade Support Battalion）

### 航空戰鬥旅（Combat Aviation Brigade）

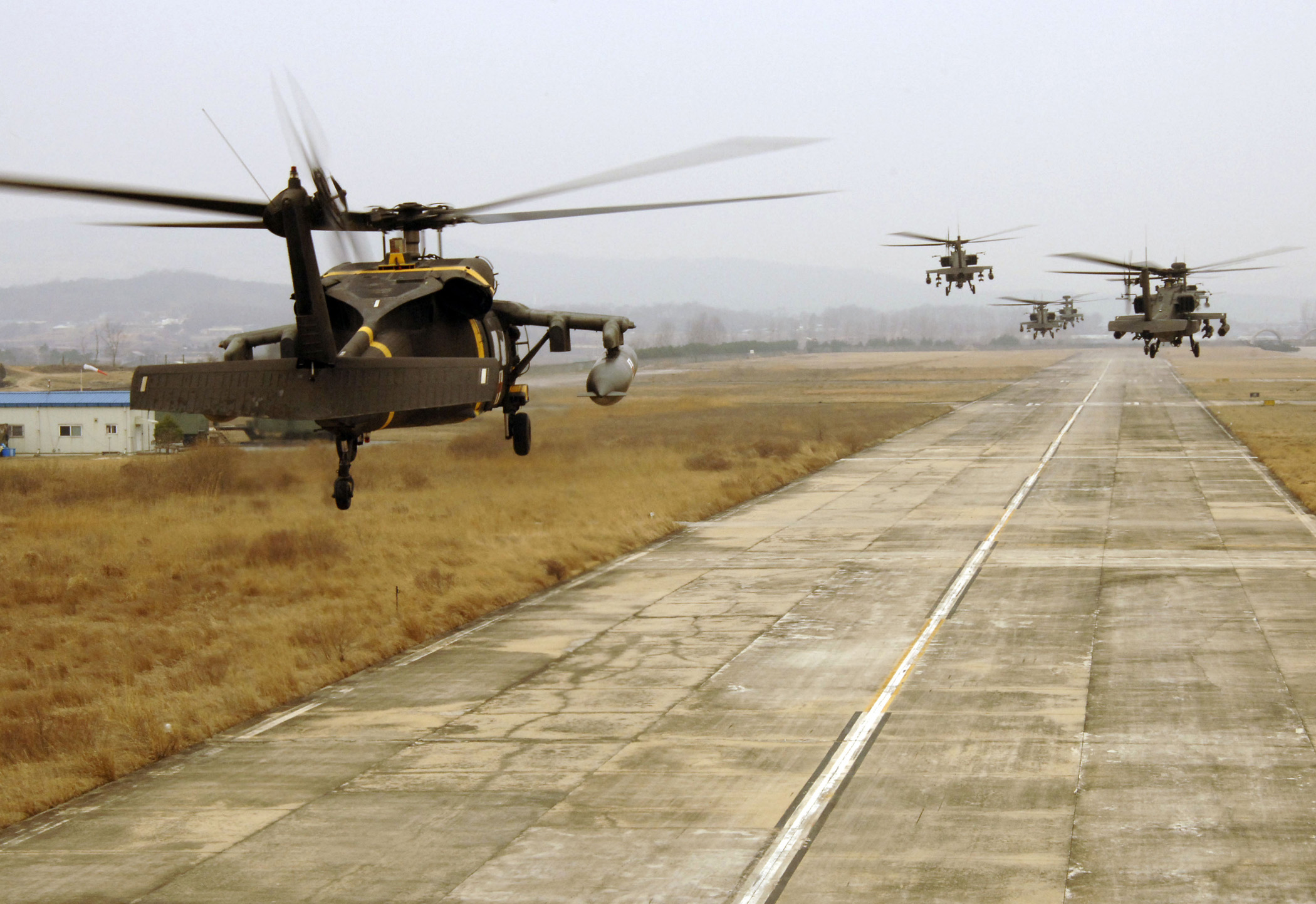
第2步兵師航空戰鬥旅駐韓國的UH-60黑鷹直升機進行2007年軍演

### 第2步兵师师属炮兵群（2nd Infantry Division Artillery）（由第7步兵师兼管）
- 旅部及旅部連（Headquarters and Headquarters Company）

### 航空戰鬥旅（）
航空戰鬥旅，駐韓國漢弗萊營
- 旅部及旅部連（Headquarters and Headquarters Company）
- 第2航空團（英语：2nd Aviation Regiment (United States)）第2營（2nd Battalion, 2nd Aviation Regiment，突擊營，配有UH-60黑鷹直升機）
- 第2航空團（英语：2nd Aviation Regiment (United States)）第3營（3rd Battalion, 2nd Aviation Regiment，一般支援營，配有CH-47直升機、UH-60黑鷹直升機）
- 第2航空團（英语：2nd Aviation Regiment (United States)）第4營（4th Battalion, 2nd Aviation Regiment，偵察攻擊營，配有UH-60黑鷹直升機）
- 第602航空支援營（602nd Support Battalion (Aviation)）

### 第2步兵师（美韩联合）支援旅（e）
师属支援旅，駐韓國凯洛營（由第7步兵师兼管）
- 旅部及旅部連（Headquarters and Headquarters Company）
- 第501特种作战营（501st Special Troops Battalion）
- 第194战斗勤务支援营（194th Combat Sustainment Support Battalion）